# Madera Ranchos
Madera Ranchos est une census-designated place du comté de Madera, dans l'État de Californie, aux États-Unis. En 2020, elle compte une population de 3 623 habitants.